# Matka Boża Kazimierzowska
Matka Boża Kazimierzowska – słynąca łaskami kopia obrazu Matki Bożej Częstochowskiej w Rajczy. 

## Historia
W 1669 król Jan Kazimierz, udając się po abdykacji do Francji, zatrzymał się w Żywcu, gdzie 4 lipca na prośbę delegacji górali rajczańskich wydał pozwolenie na budowę kościoła w Rajczy. Równocześnie podarował góralom do mającego powstać kościoła swój ulubiony obraz Madonny Częstochowskiej. Obraz ten miał podporę w kształcie drewnianej nóżki, służącej do stawiania go na stole lub ołtarzu. Na tym przenośnym ołtarzyku umieszczony był napis:
Imago haec a Serenissimo Joanne Casimiro Rege Poloniae et Sueciae etc. ex Belzensi castro accepta, eidemque in omnibus expeditionibus bellicis confidenter auxiliata et post resignationem sceptri ab eodem in Gallias abscedente , huic loco donate anno 1669 die 4 Julii, in altari vero collocate anno 1684.
(Obraz ten przez Jana Kazimierza króla polskiego i szwedzkiego itd., pochodzący z zamku bełzkiego a wspierający go wiernie podczas wypraw wojennych, przez odjeżdżającego do Francji po złożeniu korony królewskiej temu miejscu ofiarowany w roku 1669 dnia 4 lipca, zaś w ołtarzu umieszczony został w roku 1684). 
Obraz nieznanego autora, malowany na miedzianej blasze w hebanowych ramach, wykazuje duże podobieństwo do wizerunków Matki Bożej w Bazylice św. Mikołaja w Bochni i Bazylice Mariackiej w Krakowie. Stąd przypuszcza się, że powstał on w pierwszej połowie XVII wieku na terenie Małopolski. Prawdopodobnie król otrzymał go od ojców paulinów podczas jednych ze swych odwiedzin na Jasnej Górze. Obraz towarzyszył królowi w czasie wypraw wojennych i w krytycznych momentach, jak pisze Andrzej Komoniecki, król miał do niego "osobliwe nabożeństwo".
Obraz został umieszczony w bocznym ołtarzu kościoła w Rajczy w 1684. Wcześniej znajdował się najprawdopodobniej w kościele parafialnym w Milówce, do którego należała wspólnota rajczańska. Od początku obraz otaczano wielką czcią, był noszony w procesjach i pielgrzymkach m.in. do Rychwałdu i Żywca. Do głównego ołtarza obraz przeniesiony został w 1976.
W 1997 kościół w Rajczy został podniesiony do rangi lokalnego sanktuarium Matki Bożej Kazimierzowskiej, jednego z czterech sanktuariów maryjnych na Żywiecczyźnie. 1 lipca 2017 biskup diecezji bielsko-żywiecki Roman Pindel poświęcił i nałożył na obraz Matki Bożej Kazimierzowskiej korony biskupie. Do sanktuarium w Rajczy pielgrzymują wierni z Polski, a także Czech, Słowacji i Włoch. 